# Flugplatz Saanen

i7
i11
i13
Der Flugplatz Saanen (ICAO-Code LSGK) ist ein Flugplatz und ehemaliger Militärflugplatz bei Saanen im Schweizer Kanton Bern, der durch die Gstaad Airport AG als Gstaad Airport – Saanenland betrieben wird.

## Geschichte
Der Flugplatz wurde im Zweiten Weltkrieg als Reduitflugplatz erstellt. Die seit 1939 nur gewalzte Riedfläche wurde 1942 mit einer Hartbelagpiste versehen. Im Oktober 1943 rückte eine Hälfte der Fliegerkompanie 1 auf dem neuen Flugplatz ein. 1944 wurden vorne offene Flugzeugunterstände des Typs U-43 und ein Retablierstollen gebaut, und bis in die 1980er Jahre wurde Saanen als Militärflugplatz genutzt.
Schon 1946 fand ein erstes Segelfluglager des Aero-Clubs auf dem Flugplatz statt, welcher als Kriegsflugplatz nur während einiger Wochen im Jahr vom Militär benutzt wurde. Die erste zivile Betreiberin des Flugplatzes war ab 1965 die Aérodrome Régional de Montreux SA – später Aeroleasing SA Genf. 1979 wurde die erste Air Sarina gegründet. 1984 bezog Air-Glaciers ihre Büros in Saanen. Mitte der 1980er-Jahre musste die Piste saniert werden, wozu die Armee mangels Verwendungszweck keinen Bedarf hatte. So kam es 1986 zur Gründung der Flugplatzgenossenschaft Gstaad-Saanenland (FGGS), die das Geld daraufhin auf privater Basis sammelte.
Bis 2015 wurde der Flughafen durch die Air Sarina betrieben. Die Flugplatzgenossenschaft gründete 2016 als Tochterfirma die Gstaad Airport AG als Betreiberfirma.

## Events
- Jährlich, im August, findet der Hublot Polo Gold Cup auf dem Gelände statt. In den Jahren 2020 und 2021 fand er auf Grund der COVID-19-Pandemie nicht statt.[3]
- Ausserdem beherbergt der Flughafen jährlich das Alpine Segelfluglager Saanen.

## Ansässige Firmen

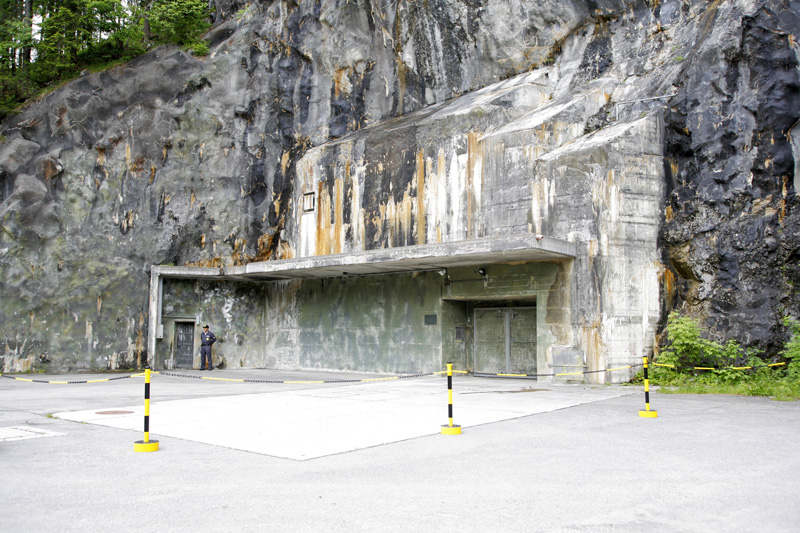
Heutiger Eingang des Hochsicherheitszentrums

Air-Glaciers
Seit 1984 ist die Air-Glaciers auf dem Flughafen stationiert. Im Zuge des Umbaus 2018 erhielt sie einen neuen Hangar und dazugehörige Büroräume.